# Blepharita vartianorum
Blepharita vartianorum är en fjärilsart som beskrevs av Zoltan Varga 1979. Blepharita vartianorum ingår i släktet Blepharita och familjen nattflyn. Inga underarter finns listade i Catalogue of Life.